# Trevigiani-Phonix-Hemus 1896
A equipa ciclista Trevigiani-Phonix-Hemus 1896 é uma equipa ciclista italiana depois búlgara. É conhecida sobretudo por ter feito passar de numerosos ciclistas italianos ao nível profissional.

## História da equipa
A equipa tem às suas origens no clube de ciclismo do UC Trevigiani, fundado em 1913 em Treviso. Ao longo da sua história, um grande número de ciclistas estão passados a profissionais, entre os nomes de ciclistas como Adolfo Grosso, Pietro Zoppas, Vendramino Bariviera, Guido De Rosso e mais recentemente, Francesco Chicchi, Enrico Franzoi, Roberto Sgambelluri, Mattia Cattaneo, Franco Pellizotti, Alessandro Ballan, Giacomo Nizzolo e Marco Coledan.
Em 2014, a equipa obtém uma licença de equipa continental cerca do UCI, sob o nome de MG Kvis-Trevigiani. É afamada Unieuro Wilier no ano seguinte. Em 2017 e 2018, nomeia-se Unieuro Trevigiani-Hemus 1896 e regista-se sob uma licença búlgara.
Em 2019, funde-se com a equipa continental italiana Sangemini, para formar uma entidade italiana nomeada Sangemini-Trevigiani para os corredores de menos de 23 anos.

## Principais vitórias

### Carreiras de um dia
- Troféu Banca Popolare dei Vicenza : Marco Vivian (2005), Manuel Belletti (2007), Michele Scartezzini (2013)
- Coppa Colli Briantei Internazionale : Harald Starzengruber (2005)
- Troféu Edil C : Massimo Graziato (2010), Alessandro Fedeli (2018)
- Grande Prêmio Indústria do Marmo : Tomas Alberio (2010)
- Troféu da cidade de Brescia : Manuele Boaro (2010)
- Troféu da cidade de San Vendemiano : Michele Gazzara (2011), Enrico Barbin (2012)
- Grande Prêmio de Poggiana : Mattia Cattaneo (2011), Stefano Nardelli (2015)
- Grande Prêmio Capodarco : Mattia Cattaneo (2011), Matteo Busato (2013)
- Giro do Belvedere : Daniele Dall'Oste (2012)
- Gran Premio della Liberazione : Enrico Barbin (2012), Lucas Gaday (2015), Alessandro Fedeli (2018)
- Troféu Alcide Degasperi : Enrico Barbin (2012)
- Ruota d'Oro : Mattia Cattaneo (2012), Nicolás Tivani (2017)
- Grande Prêmio San Giuseppe : Luca Chirico (2013)
- Volta a Berna : Enrico Salvador (2016)

### Carreiras por etapas
- Girobio : Mattia Cattaneo (2011)
- Kreiz Breizh Elites : Matteo Busato (2014)
- Ronde de l'Isard d'Ariège : Simone Petilli (2015)
- Volta à Eslováquia : Mauro Finetto (2016)
- Volta à Bulgária : Marco Tecchio (2016)
- Volta à Sérvia : Nicolás Tivani (2018)

### Campeonatos nacionais
- Campeonato da Albânia em estrada : 4
  - Ciclismo em estrada : 2011 e 2012 (Eugert Zhupa)
  - Contrarrelógio : 2001 e 2012 (Eugert Zhupa)
- Campeonato da Itália em estrada : 1
  - Contrarrelógio esperanças : 2012 (Massimo Coledan)
- Campeonato de República Checa em estrada : 2
  - Ciclismo em estrada esperanças : 2011 (Jakub Novák)
  - Contrarrelógio Esperanças : 2012 (Jakub Novák)
- Campeonato da Romênia em estrada : 3
  - Ciclismo em estrada : 2011 (Andrei Nechita)
  - Contrarrelógio : 2011 e 2014 (Andrei Nechita)
- Campeonato do Panamá em estrada : 1
  - Ciclismo em estrada : 2018 (Christofer Júri)

## Classificações UCI
A equipa participou nas provas das circuitos continentais e principalmente as carreiras do calendário do UCI America Tour. Os quadros aqui-embaixo apresentam as classificações da equipa nos circuitos, bem como o seu melhor corredor à classificação individual.
UCI Africa Tour
| Temporada | Classificação por equipas | Melhor corredor na classificação individual |
| --------- | ------------------------- | ------------------------------------------- |
| 2015      | 13.º.                     | Rino Gasparrini (139.º)                     |
| 2016      | 10                        | Alessandro Malaguti (91)                    |

UCI America Tour
| Temporada | Classificação por equipas | Melhor corredor na classificação individual |
| --------- | ------------------------- | ------------------------------------------- |
| 2014      | 32.º.                     | Rino Gasparrini (210.º)                     |
| 2015      | 26.º.                     | Lucas Gaday (63.º)                          |

UCI Asia Tour
| Temporada | Classificação por equipas | Melhor corredor na classificação individual |
| --------- | ------------------------- | ------------------------------------------- |
| 2015      | 59.º.                     | Marco Tecchio (152.º)                       |
| 2016      | 35                        | Mauro Finetto (92)                          |

UCI Europe Tour
| Temporada | Classificação por equipas | Melhor corredor na classificação individual |
| --------- | ------------------------- | ------------------------------------------- |
| 2014      | 25.º.                     | Christian Delle Stelle (65.º)               |
| 2015      | 30.º.                     | Simone Petilli (53.º)                       |
| 2016      | 24                        | Mauro Finetto (63)                          |

## Trevigiani-Phonix-Hemus 1896 em 2018[16]

### Elenco
| Ciclista               | Data de nascimento      | País      | Equipa 2017                      |  |
| ---------------------- | ----------------------- | --------- | -------------------------------- |  |
| Floryan Arnoult        | 10 de março de 1996     | França    | VC La Pomme Marseille            |  |
| Aleks Bechkov          | 14 de fevereiro de 1999 | Bulgária  | ?                                |  |
| Stanimir Cholakov      | 17 de dezembro de 1991  | Bulgária  | Unieuro-Trevigiani-Hemus 1896    |  |
| Alessandro Fedeli      | 2 de março de 1996      | Itália    | Colpack                          |  |
| Christofer Júri        | 27 de outubro de 1995   | Panamá    | Quick Step-Telco’m-Gimex         |  |
| Teodor Kolev           | 12 de setembro de 1998  | Bulgária  | Unieuro-Trevigiani-Hemus 1896    |  |
| Fabio Mazzucco         | 14 de abril de 1997     | Itália    | Borgo Molino Rinascita Ormelle   |  |
| Mihail Mihailov        | 19 de setembro de 1997  | Bulgária  | Unieuro-Trevigiani-Hemus 1896    |  |
| Marco Molteni          | 10 de outubro de 1996   | Itália    | Unieuro-Trevigiani-Hemus 1896    |  |
| Javier Ignacio Montoya | 17 de outubro de 1997   | Colômbia  | Unieuro-Trevigiani-Hemus 1896    |  |
| Konstantin Nikolov     | 24 de maio de 1999      | Bulgária  | ?                                |  |
| Manuel Peñalver        | 10 de dezembro de 1998  | Espanha   | Gsport-Valencia Esports-Wolfbike |  |
| Nicolás Tivani         | 31 de outubro de 1995   | Argentina | Unieuro-Trevigiani-Hemus 1896    |  |
| Abderrahim Zahiri      | 1 de janeiro de 1996    | Marrocos  | Unieuro-Trevigiani-Hemus 1896    |  |
| Filippo Zana           | 18 de março de 1999     | Itália    | Autozai Contri Bianchi           |  |

### Vitórias
| Data       | Corrida                                | País   | Classe | Vencedor          |
| ---------- | -------------------------------------- | ------ | ------ | ----------------- |
| 7/04/2018  | Troféu Edil C                          | Itália | 1.2U   | Alessandro Fedeli |
| 25/04/2018 | Gran Premio della Liberazione          | Itália | 1.2U   | Alessandro Fedeli |
| 28/04/2018 | 1.ª etapa de Toscane-Terre de cyclisme | Itália | 2.2U   | Abderrahim Zahiri |
| 8/06/2018  | 1.ª etapa da Volta à Sérvia            | Sérvia | 2.2    | Nicolás Tivani    |
| 10/06/2018 | Classificação geral da Volta à Sérvia  | Sérvia | 2.2    | Nicolás Tivani    |
| 1/07/2018  | Campeonato do Panamá em estrada        | Panamá | CN     | Christofer Jurado |
| 14/07/2018 | 3. ª etapa da Giro do Vale de Aosta    | Itália | 2.2U   | Alessandro Fedeli |
| 15/09/2018 | 7. ª etapa da Volta a China I          | China  | 2.1    | Manuel Peñalver   |

## Antigos corredores
- Alessandro Ballan (1999-2001)
- Franco Pellizotti (2000)
- Mirco Lorenzetto (2000)
- Lars Bak (2001)
- Francesco Chicchi (2002)
- Enrico Franzoi (2003-2004)
- Roberto Ferrari (2005-2006)
- Manuel Belletti (2006-2007)
- Marco Coledan (2007-2011)
- Rafael Andriato (2008-2010)
- Manuele Boaro (2010)
- Mattia Cattaneo (2010-2012)
- Massimo Graziato (2010-2011)
- Giacomo Nizzolo (2010)
- Matteo Pelucchi (2010)

## Temporadas precedentes

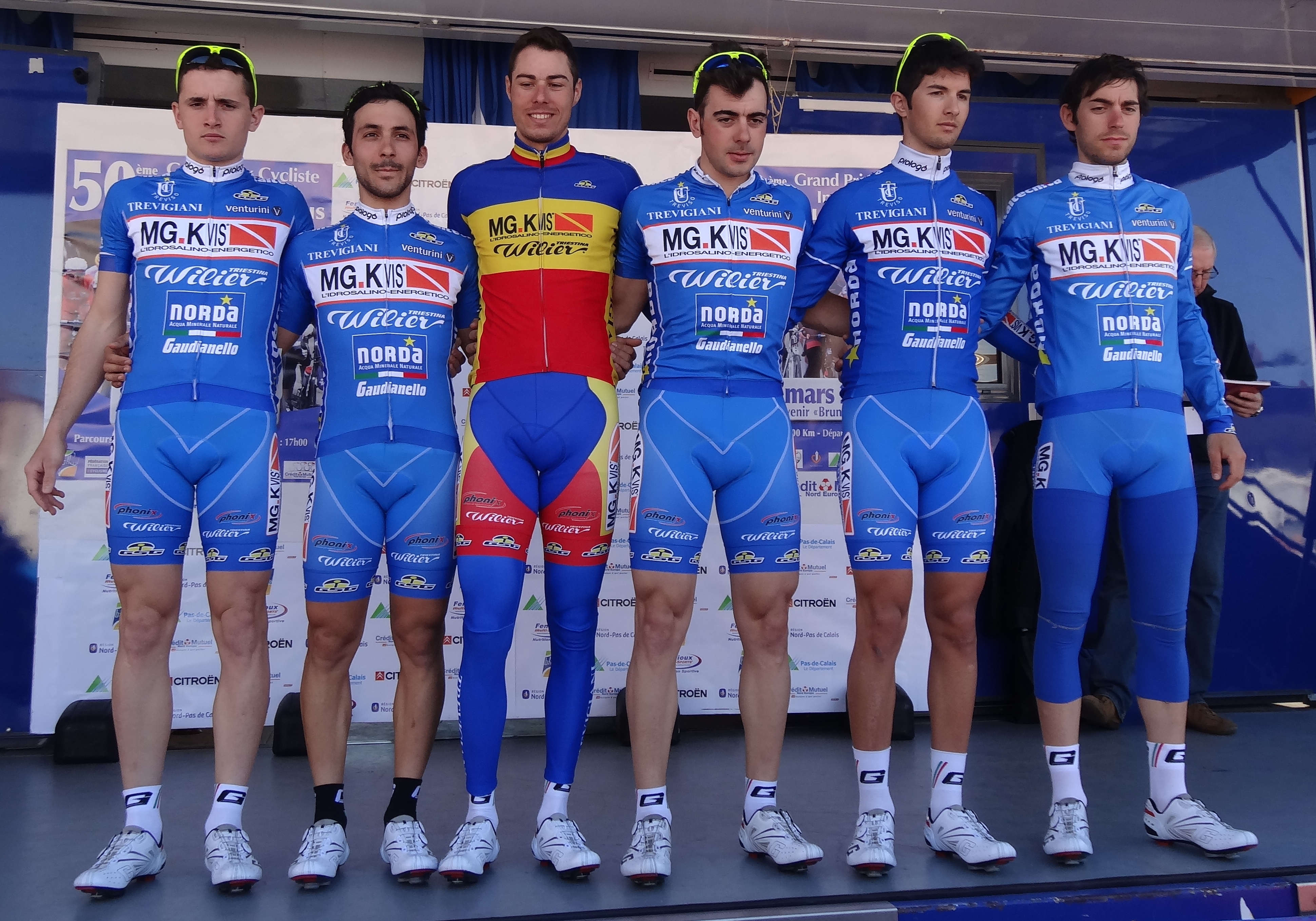
A equipa durante o Grande Prêmio de Lillers-Souvenirr Bruno Comini de 2014

Elenco
Vitórias
Elenco
Vitórias
Elenco
Vitórias
Elenco
Vitórias
Elenco
Vitórias
Elenco
Vitórias
Elenco
| Ciclista               | Data de nascimento     | País    | Equipa 2010                        |
| ---------------------- | ---------------------- | ------- | ---------------------------------- |
| Enrico Barbin          | 04.03.1990             | Itália  | Trevigiani Dynamon Bottoli         |
| Liam Bertazzo          | 17.02.1992             | Itália  |                                    |
| Mattia Cattaneo        | 25.10.1990             | Itália  | Trevigiani Dynamon Bottoli         |
| Luca Chirico           | 16.07.1992             | Itália  |                                    |
| Marco Coledan          | 22.08.1988             | Itália  | Trevigiani Dynamon Bottoli         |
| Massimo Coledan        | 17.08.1990             | Itália  | Trevigiani Dynamon Bottoli         |
| Matteo Collodel        | 27.08.1988             | Itália  | Zalf Désirée Fior                  |
| Edoardo Costanzi       | 24.01.1988             | Itália  | Zalf Désirée Fior                  |
| Roberto De Agostin     | 12.08.1990             | Itália  | Marchiol-Pasta Montegrappa-Orogild |
| Andrea Dal Col         | 30.04.1991             | Itália  | Trevigiani Dynamon Bottoli         |
| Christian Delle Stelle | 04.02.1989             | Itália  | Trevigiani Dynamon Bottoli         |
| Patrick Facchini       | 28.01.1988             | Itália  | Trevigiani Dynamon Bottoli         |
| Filippo Fortin         | 01.02.1989             | Itália  | Trevigiani Dynamon Bottoli         |
| Rino Gasparrini        | 08.04.1992             | Itália  |                                    |
| Michele Gazzara        | 27.09.1990             | Itália  | Trevigiani Dynamon Bottoli         |
| Massimo Graziato       | 25.09.1988             | Itália  | Trevigiani Dynamon Bottoli         |
| Rafał Majka.           | 12 de setembro de 1989 | Polónia | Petroli Firenze                    |
| Mattia Mosole          | 02.03.1991             | Itália  | Trevigiani Dynamon Bottoli         |
| Andrei Nechita         | 29.05.1988             | Roménia | Reale Mútua-ORT                    |
| Jakub Novák            | 30.12.1990             | Chéquia | S.C. Sergio Dalfiume               |
| Gian Luca Remondi      | 14.05.1991             | Itália  | Trevigiani Dynamon Bottoli         |
| Michele Scartezzini    | 10.01.1992             | Itália  | Trevigiani Dynamon Bottoli         |
| Mario Sgrinzato        | 11.10.1989             | Itália  | Trevigiani Dynamon Bottoli         |
| Mattia Sinigaglia      | 28.12.1990             | Itália  | Trevigiani Dynamon Bottoli         |
| Alessandro Stocco      | 17.03.1989             | Itália  | Trevigiani Dynamon Bottoli         |
| Fabio Tommassini       | 18.09.1990             | Itália  | Reda Mokador                       |
| Eugert Zhupa           | 04.04.1990             | Albânia | Trevigiani Dynamon Bottoli         |
| Andrea Zordan          | 11.07.1992             | Itália  |                                    |

Vitórias
| Data       | Corrida                                             | País    | Classe | Vencedor         |
| ---------- | --------------------------------------------------- | ------- | ------ | ---------------- |
| 05/05/2011 | 2. ª etapa da Volta do Frioul-Véneto Julienne       | Itália  | 2.2    | Massimo Graziato |
| 29/05/2011 | Troféu Città Dize San Vendemiano                    | Itália  | 1.2U   | Michele Gazzara  |
| 19/06/2011 | Girobio                                             | Itália  | 2.2    | Mattia Cattaneo  |
| 23/06/2012 | Campeonato da Roménia da contrarrelógio             | Roménia | CN     | Andrei Nechita   |
| 24/06/2012 | Campeonato da Albânia em estrada                    | Albânia | CN     | Eugert Zhupa     |
| 25/06/2012 | Campeonato da Albânia do contrarrelógio             | Albânia | CN     | Eugert Zhupa     |
| 25/06/2011 | Campeonato de República Checa em estrada esperanças | Chéquia | CN     | Jakub Novák      |
| 26/06/2012 | Campeonato da Roménia em estrada                    | Roménia | CN     | Andrei Nechita   |
| 14/08/2011 | Grande Prêmio di Poggiana                           | Itália  | 1.2U   | Mattia Cattaneo  |
| 16/08/2011 | Grande Prêmio Capodarco                             | Itália  | 1.2    | Mattia Cattaneo  |

Elenco
| Ciclista            | Data de nascimento | País    | Equipa 2011                                 |
| ------------------- | ------------------ | ------- | ------------------------------------------- |
| Daniele Aldegheri   | 05.02.1990         | Itália  | Mantovani Cicli Fontana                     |
| Enrico Barbin       | 04.03.1990         | Itália  | Trevigiani Dynamon Bottoli                  |
| Liam Bertazzo       | 17.02.1992         | Itália  | Trevigiani Dynamon Bottoli                  |
| Alexandru Catavei   | 24.01.1990         | Roménia |                                             |
| Mattia Cattaneo     | 25.10.1990         | Itália  | Trevigiani Dynamon Bottoli                  |
| Luca Chirico        | 16.07.1992         | Itália  | Trevigiani Dynamon Bottoli                  |
| Massimo Coledan     | 17.08.1990         | Itália  | Trevigiani Dynamon Bottoli                  |
| Andrea Dal Col      | 30.04.1991         | Itália  | Trevigiani Dynamon Bottoli                  |
| Daniele Dall'Oste   | 24.05.1991         | Itália  | Palazzago Elledent Rad Logistica-MCipollini |
| Rino Gasparrini     | 08.04.1992         | Itália  | Trevigiani Dynamon Bottoli                  |
| Nicola Genovese     | 29.09.1993         | Itália  |                                             |
| Alfio Locatelli     | 15.01.1990         | Itália  | Palazzago Elledent Rad Logistica-MCipollini |
| Ignazio Moser       | 14.07.1992         | Itália  | Lucchini Maniva Esqui                       |
| Mattia Mosole       | 02.03.1991         | Itália  | Trevigiani Dynamon Bottoli                  |
| Jakub Novák         | 30.12.1990         | Chéquia | Trevigiani Dynamon Bottoli                  |
| Filippo Ranzi       | 26.08.1993         | Itália  |                                             |
| Michele Scartezzini | 10.01.1992         | Itália  | Trevigiani Dynamon Bottoli                  |
| Alessandro Stocco   | 17.03.1989         | Itália  | Trevigiani Dynamon Bottoli                  |
| Fabio Tommassini    | 18.09.1990         | Itália  | Trevigiani Dynamon Bottoli                  |
| Eugert Zhupa        | 04.04.1990         | Albânia | Trevigiani Dynamon Bottoli                  |
| Andrea Zordan       | 11.07.1992         | Itália  | Trevigiani Dynamon Bottoli                  |

Vitórias
| Data       | Corrida                                                    | País       | Classe | Vencedor          |
| ---------- | ---------------------------------------------------------- | ---------- | ------ | ----------------- |
| 09/04/2012 | Giro do Belvedere                                          | Itália     | 1.2U   | Daniele Dall'Oste |
| 25/04/2012 | Gran Premio della Liberazione                              | Itália     | 1.2U   | Enrico Barbin     |
| 27/05/2012 | Troféu Città di San Vendemiano                             | Itália     | 1.2U   | Enrico Barbin     |
| 02/06/2012 | Troféu Alcide Degasperi                                    | Itália     | 1.2    | Enrico Barbin     |
| 06/06/2012 | 2.ºb etapa do Girobio                                      | Itália     | 2.2    | Andrea Dal Col    |
| 14/06/2012 | 6. ª etapa do Girobio                                      | Itália     | 2.2    | Enrico Barbin     |
| 21/06/2012 | Campeonato de República Checa do contrarrelógio esperanças | Eslováquia | CN     | Jakub Novák       |
| 24/06/2012 | Campeonato da Itália do contrarrelógio esperanças          | Itália     | CN     | Massimo Coledan   |
| 02/07/2012 | Campeonato da Albânia do contrarrelógio                    | Albânia    | CN     | Eugert Zhupa      |
| 03/07/2012 | Campeonato da Albânia em estrada                           | Albânia    | CN     | Eugert Zhupa      |
| 16/07/2012 | Prólogo da Giro do Vale de Aosta                           | Itália     | 2.2U   | Daniele Dall'Oste |
| 25/09/2012 | Ruota de Ouro                                              | Itália     | 1.2    | Mattia Cattaneo   |

Elenco
| Ciclista              | Data de nascimento | País      | Equipa 2012                                          |
| --------------------- | ------------------ | --------- | ---------------------------------------------------- |
| Cristian Aretino      | 05.01.1993         | Itália    |                                                      |
| Liam Bertazzo         | 17.02.1992         | Itália    | Trevigiani Dynamon Bottoli                           |
| Matteo Busato         | 20.12.1987         | Itália    | Cria                                                 |
| Luca Chirico          | 16.07.1992         | Itália    | Trevigiani Dynamon Bottoli                           |
| Massimo Coledan       | 17.08.1990         | Itália    | Trevigiani Dynamon Bottoli                           |
| Juan Ignacio Curuchet | 06.07.1993         | Argentina |                                                      |
| Nicola Dá Dalt        | 31.10.1994         | Itália    |                                                      |
| Andrea Dal Col        | 30.04.1991         | Itália    | Trevigiani Dynamon Bottoli                           |
| Daniele Dall'Oste     | 24.05.1991         | Itália    | Trevigiani Dynamon Bottoli                           |
| Lorenzo Di Remigio    | 12.02.1992         | Itália    | Aram Cucine-Focus-De Angelo & Antenucci-Farnese Vini |
| Riccardo Donato       | 02.02.1994         | Itália    | Work Service Brenta                                  |
| Mattia Frapporti      | 02.07.1994         | Itália    |                                                      |
| Rino Gasparrini       | 08.04.1992         | Itália    | Trevigiani Dynamon Bottoli                           |
| Xhuliano Kamberaj     | 30.05.1994         | Albânia   |                                                      |
| Ludovico Longo        | 09.11.1994         | Itália    |                                                      |
| Mattia Mosole         | 02.03.1991         | Itália    | Trevigiani Dynamon Bottoli                           |
| Stefano Perego        | 21.08.1991         | Itália    | Casati-MI Impianti                                   |
| Michele Scartezzini   | 10.01.1992         | Itália    | Trevigiani Dynamon Bottoli                           |
| Alessandro Stocco     | 17.03.1989         | Itália    | Trevigiani Dynamon Bottoli                           |
| Matteo Stringher      | 26.05.1994         | Itália    |                                                      |
| Gianluca Vecchio      | 20.06.1994         | Itália    |                                                      |
| Eugert Zhupa.         | 04.04.1990         | Albânia   | Trevigiani Dynamon Bottoli                           |

Vitórias
| Data       | Corrida                          | País   | Classe | Vencedor            |
| ---------- | -------------------------------- | ------ | ------ | ------------------- |
| 17/03/2013 | Grande Prêmio San Giuseppe       | Itália | 1.2    | Luca Chirico        |
| 07/04/2013 | Troféu Banca Popolare di Vicenza | Itália | 1.2U   | Michele Scartezzini |
| 16/08/2013 | Grande Prêmio Capodarco          | Itália | 1.2    | Matteo Busato       |

Elenco
| Ciclista               | Data de nascimento      | País           | Equipa 2013                  |
| ---------------------- | ----------------------- | -------------- | ---------------------------- |
| Daniele Aldegheri      | 5 de fevereiro de 1990  | Itália         | Christina Watches-Onfone     |
| Liam Bertazzo          | 17 de fevereiro de 1992 | Itália         | Trevigiani Dynamon Bottoli   |
| Carlo Brugnotto        | 5 de março de 1995      | Itália         | Industrial Forniture Moro    |
| Matteo Busato          | 20 de dezembro de 1987  | Itália         | Trevigiani Dynamon Bottoli   |
| Luca Chirico           | 16 de julho de 1992     | Itália         | Trevigiani Dynamon Bottoli   |
| Ricardo Creel          | 16 de fevereiro de 1992 | Estados Unidos |                              |
| Juan Ignacio Curuchet  | 4 de julho de 1993      | Argentina      | Trevigiani Dynamon Bottoli   |
| Christian Delle Stelle | 4 de fevereiro de 1989  | Itália         | Bardiani Valvole-CSF Inox    |
| Lorenzo Di Remigio     | 12 de fevereiro de 1992 | Itália         | Trevigiani Dynamon Bottoli   |
| Riccardo Donato        | 2 de fevereiro de 1994  | Itália         | Trevigiani Dynamon Bottoli   |
| Mattia Frapporti       | 2 de julho de 1994      | Itália         | Trevigiani Dynamon Bottoli   |
| Rino Gasparrini        | 8 de abril de 1992      | Itália         | Trevigiani Dynamon Bottoli   |
| Andrei Nechita         | 29 de maio de 1988      | Roménia        | Zalf Euromobil Desejada Fior |
| Lorenzo Rota           | 23 de maio de 1995      | Itália         | Immobiliare Aurea Zanica     |
| Gianluca Vecchio       | 20 de junho de 1994     | Itália         | Trevigiani Dynamon Bottoli   |

Vitórias
| Data       | Corrida                                    | País       | Classe | Vencedor               |
| ---------- | ------------------------------------------ | ---------- | ------ | ---------------------- |
| 10/01/2014 | 1.ª etapa da Volta do Táchira              | Venezuela  | 2.2    | Rino Gasparrini        |
| 06/06/2014 | 4. ª etapa da Volta à Eslováquia           | Eslováquia | 2.2    | Christian Delle Stelle |
| 19/06/2014 | 1.ª etapa da Volta à Sérvia                | Sérvia     | 2.2    | Liam Bertazzo          |
| 27/06/2014 | Campeonato da Roménia do contrarrelógio    | Roménia    | CN     | Andrei Nechita         |
| 04/08/2014 | Classificação geral do Kreiz Breizh Elites | França     | 2.2    | Matteo Busato          |

Elenco
| Ciclista           | Data de nascimento      | País      | Equipa 2014                    |  |
| ------------------ | ----------------------- | --------- | ------------------------------ |  |
| Davide Ballerini   | 21 de setembro de 1994  | Itália    | Idea                           |  |
| Giovanni Carboni   | 31 de agosto de 1995    | Itália    | Area Zero                      |  |
| Francesco Chesi    | 26 de dezembro de 1995  | Itália    | Delio Gallina Colosio Eurofeed |  |
| Fabio Chinello     | 2 de fevereiro de 1989  | Itália    | Area Zero                      |  |
| Mattia Frapporti   | 2 de julho de 1994      | Itália    | MG Kvis-Wilier                 |  |
| Lucas Gaday        | 20 de fevereiro de 1993 | Argentina | Buenos Aires Província         |  |
| Rino Gasparrini    | 8 de abril de 1992      | Itália    | MG Kvis-Wilier                 |  |
| Stefano Nardelli   | 29 de novembro de 1993  | Itália    | Gavardo Tecmor                 |  |
| Giovanni Pedretti  | 9 de maio de 1996       | Itália    |                                |  |
| Simone Petilli     | 4 de maio de 1993       | Itália    | Area Zero                      |  |
| Davide Plebani     | 24 de julho de 1996     | Itália    |                                |  |
| Lorenzo Rotaciona  | 23 de maio de 1995      | Itália    | MG Kvis-Wilier                 |  |
| Marco Tecchio      | 31 de agosto de 1994    | Itália    | Area Zero                      |  |
| Sebastián Trillini | 16 de abril de 1994     | Argentina | Hagens Berman U23              |  |

Vitórias
| Data       | Corrida                                          | País   | Classe | Vencedor         |
| ---------- | ------------------------------------------------ | ------ | ------ | ---------------- |
| 25/04/2015 | Gran Premio della Liberazione                    | Itália | 1.2U   | Lucas Gaday      |
| 21/05/2015 | 1.ª etapa da Ronde de l'Isard d'Ariège           | França | 2.2U   | Simone Petilli   |
| 24/05/2015 | Classificação geral da Ronde de l'Isard d'Ariège | França | 2.2U   | Simone Petilli   |
| 09/08/2015 | Grande Prêmio de Poggiana                        | Itália | 1.2U   | Stefano Nardelli |